# جون بيج
جون بيج (بالإنجليزية: John Page)‏ (21 أكتوبر 1934 في المملكة المتحدة - 2 يوليو 2006 في المملكة المتحدة) هو لاعب كرة قدم بريطاني في مركز الدفاع. لعب مع نادي ساوثهامبتون وهاستينغز يونايتد.